# 塞巴斯蒂安·埃里克森
塞巴斯蒂安·埃里克森（瑞典語：Sebastian Eriksson；1989年1月31日—）是一位瑞典足球運動員。在場上的位置是中場。現效力於瑞典超球隊哥登堡，他曾三度效力瑞典超球隊哥登堡。他也代表瑞典國家足球隊參賽。